# Rue Graudu
La rue Graudu (letton : Graudu iela) est une rue de Liepāja en Lettonie,.

## Situation et accès
Graudu iela est située dans le quartier de Vecliepāja.
Graudu iela commence à l'intersection avec Loču iela et Krusta iela, et se termine à l'intersection avec Lielo iela.
La longueur approximative de la rue est de 600 mètres.

## Bâtiments remarquables et lieux de mémoire
La rue Graudu est presque entièrement construite d'édifices Art nouveau sur toute sa longueur.
La plupart des bâtiments sont construits dans le style sobre et laconique du romantisme national du Nord de l'Europe.
Dans la rue se trouvent des bâtiments en pierre d'avant-guerre, dont plusieurs sont inscrits sur la liste des bâtiments protégés de la ville. Le bâtiment principal de l'Université de Liepāja est situé à l'intersection de Lielas iela et Graudu iela. Pendant la Seconde Guerre mondiale, la construction de la rue allant de l'intersection avec la perspective de Kūrmāja jusqu'à la rue Lielā a été partiellement détruite.

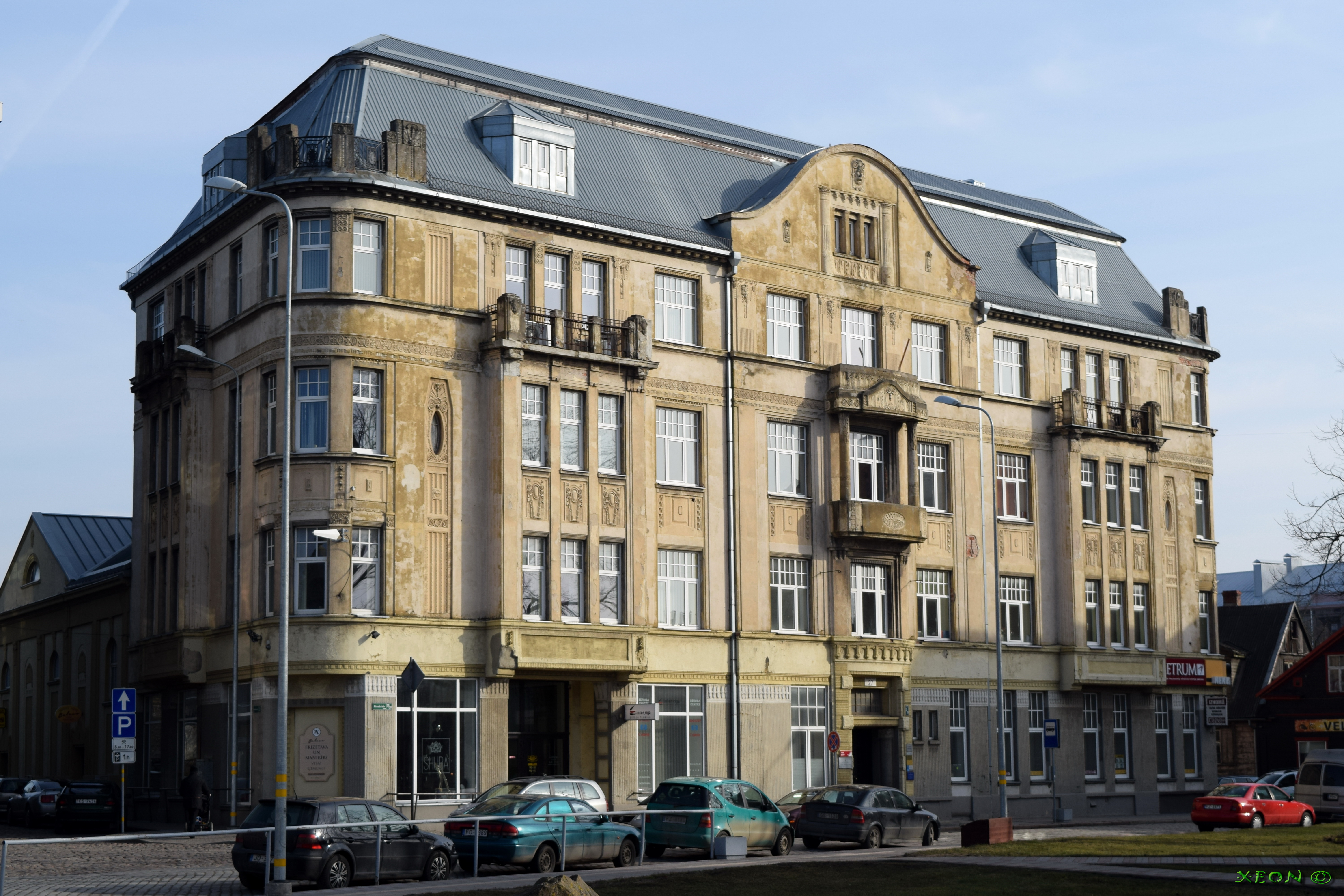
Graudu iela 27-29.